# Florence (Colorado)
Florence is een plaats (city) in de Amerikaanse staat Colorado, en valt bestuurlijk gezien onder Fremont County.

## Demografie
Bij de volkstelling in 2000 werd het aantal inwoners vastgesteld op 3653.
In 2006 is het aantal inwoners door het United States Census Bureau geschat op 3692, een stijging van 39 (1,1%). Bij de volkstelling van 2010 was er een verdere stijging met 3.881 inwoners en bij de schatting van 2016 tot 3.943.

## Geschiedenis
In Florence werd initieel een transportcentrum gebouwd, met drie spoorlijnen en een klein spoorwegdepot voor de treinen die steenkool uit de naburige plaatsen Rockvale en Coal Creek haalden. In 1862 werd bovendien voor het eerst ook olie ontdekt in Florence, wat daarmee het eerste oliewinningsgebied ten westen van de Mississippi werd. In de vroege jaren 1880 groeide de nederzetting snel. De plaats werd vernoemd naar Florence, de dochter van de plaatselijke kolonist James McCandless. Het plaatsje werd officieel opgericht op 13 september 1887.
In 1994 kreeg het plaatsje nationale bekendheid als de vestigingsplaats van het toen nieuw geopende Federal Correctional Complex, Florence met daarbinnen ook de zwaar beveiligde federale gevangeniseenheid ADX Florence.

## Geografie
Florence ligt op de zuidelijke oever van en in de vallei van de Arkansas. 
Volgens het United States Census Bureau beslaat de plaats een oppervlakte van
10,5 km², geheel bestaande uit land. Florence ligt op ongeveer 1579 m boven zeeniveau.

## Plaatsen in de nabije omgeving
De onderstaande figuur toont nabijgelegen plaatsen in een straal van 16 km rond Florence.